# Silene atsaensis
Silene atsaensis är en nejlikväxtart som först beskrevs av Cecil Victor Boley Marquand, och fick sitt nu gällande namn av Gilbert François Bocquet. Silene atsaensis ingår i släktet glimmar, och familjen nejlikväxter. Inga underarter finns listade i Catalogue of Life.